# Il Boom (programma televisivo)
Il Boom è stato un programma televisivo italiano andato in onda per sette puntate su Canale 5 in prima serata dal 4 maggio al 22 giugno 1996, trasmesse nella prima serata del sabato sera. Si trattava di un varietà, realizzato per una sola edizione, condotto da Teo Teocoli e Gene Gnocchi con la partecipazione di Simona Ventura, che subentrò dalla seconda puntata in sostituzione di Ambra Angiolini, che abbandonò la trasmissione alla vigilia del primo appuntamento.

## La trasmissione
Il Boom è stato ideato da Fatma Ruffini ed era incentrato sugli anni cinquanta, caratterizzati dal rock&roll e dal boom economico, da qui il titolo del programma. In ogni puntata, i conduttori Teo Teocoli e Gene Gnocchi mostravano al pubblico e ad una Simona Ventura molto più giovane di loro, mode e miti di quel periodo storico.
Durante ogni puntata si svolgeva una gara canora sulle note dei brani più noti di quel periodo, interpretati da sedici cantanti tra cui Francesca Alotta, Ray Gelato, Mariella Nava, Franco Fasano, Irene Fargo, Sergio Caputo, Danilo Amerio, Alessandro Canino, Fiordaliso e Grazia Di Michele.
In una puntata venne come ospite per la prima volta sulle reti Mediaset Adriano Celentano.

### Critiche e controversie
Fino alla vigilia della prima puntata, nel cast figurava anche Ambra Angiolini, all'epoca poco più che maggiorenne e reduce dal successo di Non è la RAI; tuttavia, in virtù delle sue lamentele a proposito del ruolo pensato per lei , più da valletta che non da conduttrice, Teo Teocoli la allontanò dalla registrazione della prima puntata. In video sostenne che Ambra fosse affetta da raucedine e di fatto le impedì di apparire anche solo brevemente a salutare il pubblico e dare l'appuntamento alla settimana successiva.
Ambra criticò la decisione sui giornali, ma le sue accuse furono smentite dal conduttore, che, parlando anche a nome di Gene Gnocchi e del regista Beppe Recchia, aggiunse che la scelta di includerla nel cast era arrivata direttamente da lui.
Al posto di Ambra dalla seconda puntata fu chiamata Simona Ventura.
La trasmissione non fu accolta bene dal pubblico, registrando ascolti bassi e nettamente inferiori a quelli del concorrente varietà di Rai 1 I cervelloni, né dalla critica, che la considerò "identica agli altri varietà prodotti da Mediaset e Fatma Ruffini", nonché una copia del programma di Pippo Baudo e Michele Guardì Mille lire al mese, andato in onda in quella stessa stagione.